# Fira Internacional del Llibre de Guadalajara

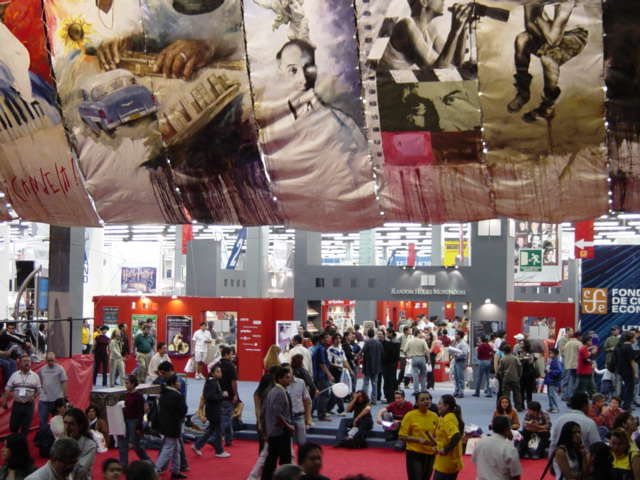
Entrada principal durant la FIL 2002

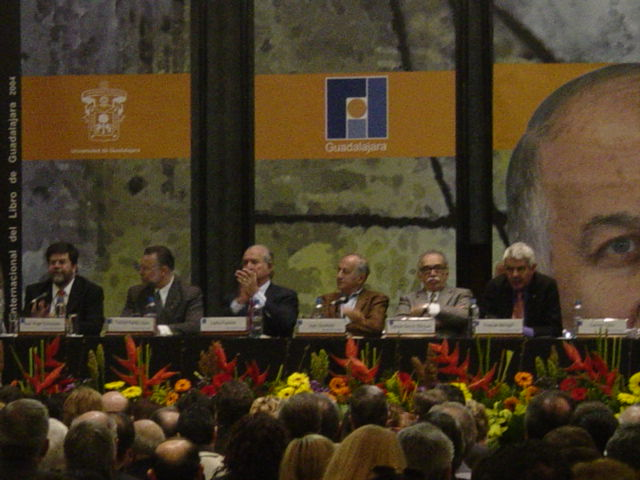
Carlos Fuentes, Gabriel García Márquez i Pasqual Maragall atorguen el Premi Juan Rulfo a Juan Goytisolo, en la FIL 2004

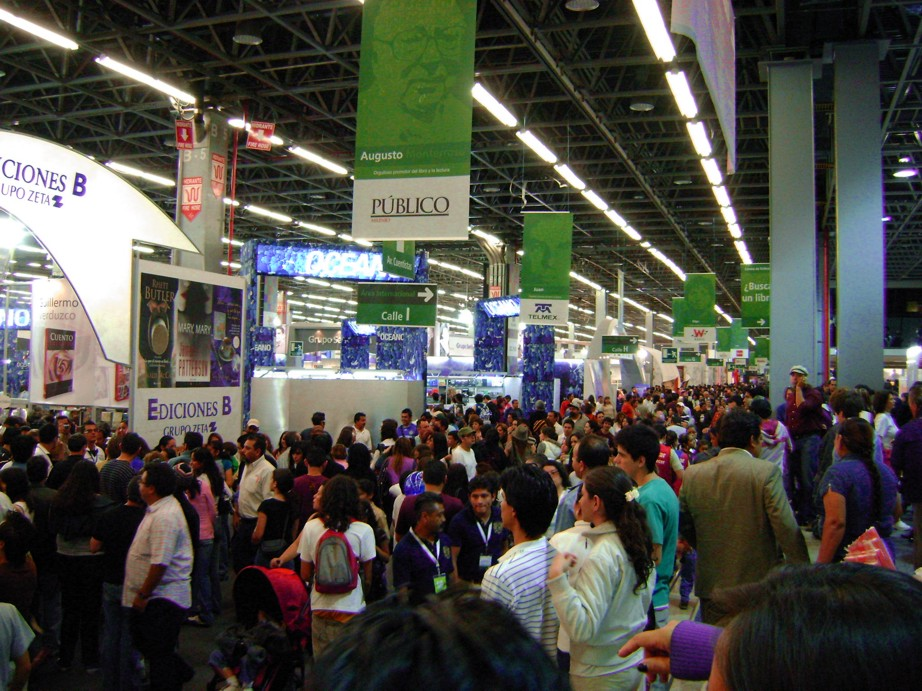
Penúltim dia de la FIL 2008

La Fira Internacional del Llibre de Guadalajara, coneguda com a FIL, és la principal fira del llibre en llengua espanyola i la segona fira del llibre del món, després de la de Frankfurt. És una fira anual que se celebra a Guadalajara (Mèxic) els últims dies de novembre i els primers de desembre, en el centre de convencions Expo Guadalajara, d'uns 40.000 m2 i cada any acull un convidat especial que pot ser un país o regió, una ciutat o una cultura. La FIL és el principal «mercat» de llibres en castellà i un dels esdeveniments culturals més destacats de Llatinoamèrica. El seu objectiu és proporcionar un entorn de negoci òptim per als professionals del sector del llibre (bibliotecaris, distribuïdors, editors, escriptors, il·lustradors, llibreters, traductors, etc.) i per als expositors que hi assisteixen, així com per al públic lector que vol fer-se amb les novetats del mercat i conèixer els autors.
En ser un activitat organitzada per la Universitat de Guadalajara, la FIL manté vincles amb la comunitat universitària i compta també amb un programa acadèmic pensat per als estudiants de les diverses llicenciatures i inclòs en l'anomenat programa «FIL Pensamiento».

## Història
La FIL va ser fundada el 1987 per la Universitat de Guadalajara (Mèxic) per difondre la producció editorial en castellà i proporcionar un marc de trobada de lectors, autors i professionals del món editorial. Un tret distintiu d'aquesta fira és que no es limita a ser una fira professional. Dels seus nou dies de durada, només tres estan reservats exclusivament als professionals. Durant els altres sis hi tenen lloc moltes activitats culturals i de lleure i és també una immensa llibreria on es poden trobar llibres d'editorial grans i petites de molts països. En un país com Mèxic, en què les activitats culturals solien estar centralitzades en la capital, la FIL va trencar aquella «macrocefàlia» i va demostrar que altres ciutats podien organitzar grans esdeveniments culturals de caràcter internacional.
A causa de la pandèmia de covid-19, l'edició del 2020 va ser una trobada virtual; Tot i l'esperança dels organitzadors de poder fer-la de manera presencial, amb els controls sanitaris adients, la situació epidemiològica descontrolada a Mèxic els va obligar a migrar a un format virtual. L'any 2021 es va fer una edició híbrida, amb un 30 per cent d'activitats virtuals. L'emergència sanitària es va deixar sentir i el nombre d'assistents, que en anteriors edicions havia arribat als 850.000, va baixar fins uns 251.000. La FIL va tenir aquell any un dèficit econòmic que no va sorprendre als organitzadors ateses les circumstàncies i que confien recuperar en el futur.
L'any 2020 la FIL va rebre el Premi Princesa d'Astúries en la categoria de Comunicació i Humanitats, que va compartir amb el Hay Festival of Literature & Arts que se celebra a Hay-on-Wye.
La FIL de Guadalajara està dirigida des de 2013 per Marisol Schulz Manaut, historiadora dedicada durant quaranta anys a l'edició i la realització de programes culturals i de foment de la lectura i n'és president Raúl Padilla López, que va ser rector de la Universitat de Guadalajara.

### Edicions

#### 2005
- 15,357 expositors de 45 països.
- L'assistència de visitants a la fira va ser de 494.388 persones.
- 2,899 activitats culturals.

#### 2006
- Es van fer 1.307.002 visites al lloc web de la FIL.
- L'assistència de visitants va ser de 525.000 persones.
- 84.495 nens en activitats per a nens.
- 16,740 expositors.
- 1.523 periodistes i 439 mitjans de comunicació acreditats de 60 països.
- 296 presentacions de llibres amb els seus respectius autors.
- 110 agents literaris.
- 94 activitats artístiques i musicals.

#### 2013
- 1.935 editorials de 43 països.
- L'assistència de visitant a la fira va ser d'1.000.000 persones.

## Premis i homenatges
Com a manera de premiar i honrar l'edició literària, la FIL atorga anualment els següents premis i distincions:
- Premi FIL de Literatura en Llengües Romàniques. Va establir-lo la Universitat de Guadalajara el 1991 amb el nom de Premi de Literatura Llatinoamericana i del Carib Juan Rulfo, però la família Rulfo va presentar una demanda per l'ús indegut del nom de l'escriptor. Tot i que el 2007 van perdre la batalla legal, el premi ja va continuar amb el nou nom.[11]
- Homenatge Nacional de Periodisme Cultural Fernando Benítez, establert el 1992 per a reconèixer l'autor de Los indios de México.i és un reconeixement a la trajectòria de grans figures del periodisme mexicà.[12] L'any 2020 no es va dur a terme a causa de la pandèmia de covid.[13]
- Reconeixement al Mèrit Editorial (1993)[14]
- Premi Sor Juana Inés de la Cruz, per premiar l'autora d'una novel·la publicada originalment en castellà. Es va crear el 1993, dins del IV Simposi Internacional de Crítica Literària i Escriptura de Dones de l'Amèrica Llatina i es va integrar en les activitats de la Fira.[15]
- Homenatge ArpaFIL, establert el 1995, per reconèixer la trajectòria d'una persona que hagi contribuït a l'«engrandiment artístic del patrimoni mundial». El premi es lliura a l'espai ArpaFIL, un espai de la Fira on es debat sobre arquitectura i conservació de bens culturals.[14]
- Homenatge al Bibliòfil, creat el 2001.[14]
- Homenatge al Bibliotecari, creat el 2002.[16]
- Premi de Caricatura «La Catrina», creat el 2002.[16]

## Convidats d'Honor
Des de 1993, la FIL ha convidat un país, una regió o una cultura a ser el Convidat d'Honor, al qual s'ofereix l'oportunitat de mostrar el millor del seu patrimoni cultural i literari. Diàriament, la literatura i altres manifestacions de la cultura del Convidat d'Honor tenen un lloc destacat a la FIL, amb debats i fòrums literaris, presentacions de llibres, trobades de la indústria editorials, concerts gratuïts oberts al públic, etc. La presència del Convidat d'Honor no es limita al recinte de la FIL, sinó que és present en altres espais de la ciutat de Guadalajara, com ara museus, cinemes i galeries.
L'any 2004, la Cultura Catalana va ser el Convidat d'Honor de la FIL. Amb aquest motiu, s'hi van organitzar més d'un centenar d'actes, s'hi van presentar trenta-sis autors i cinquanta-dues editorials i es va retre homenatge a diversos autors. Es van organitzar moltes activitats paral·leles a la Fira, amb concerts, espectacles de dansa i teatre, un cicle de cinema català i un fi de festa, el darrer dia de la FIL, a càrrec de Comediants.
Des de 1993, els Convidats d'Honor de la FIL han estat:
| Any  | Convidat d'Honor |
| ---- | ---------------- |
| 1993 | Colombia         |
| 1994 | Nou Mèxic        |
| 1995 | Veneçuela        |
| 1996 | Canadà           |
| 1997 | Argentina        |
| 1998 | Puerto Rico      |
| 1999 | Xile             |
| 2000 | Espanya          |
| 2001 | Brasil           |
| 2002 | Cuba             |
| 2003 | Quebec           |
| 2004 | Catalunya        |
| 2005 | Perú             |
| 2006 | Andalusia        |
| 2007 | Colòmbia         |
| 2008 | Itàlia           |
| 2009 | Los Angeles      |
| 2010 | Castella i Lleó  |
| 2011 | Alemanya         |
| 2012 | Xile             |
| 2013 | Israel           |
| 2014 | Argentina        |
| 2015 | Regne Unit       |
| 2016 | Amèrica Llatina  |
| 2017 | Madrid           |
| 2018 | Portugal         |
| 2019 | Índia            |
| 2020 | ——               |
| 2021 | Perú             |
| 2022 | Xarjah           |